# Mesembriomys gouldii
Il ratto arboricolo dai piedi neri (Mesembriomys gouldii  Gray, 1843) è un roditore della famiglia dei Muridi endemico dell'Australia.

## Descrizione

### Dimensioni
Roditore di grandi dimensioni, con la lunghezza della testa e del corpo tra 260 e 315 mm, la lunghezza della coda tra 310 e 410 mm, la lunghezza del piede tra 66 e 72 mm, la lunghezza delle orecchie tra 42 e 46 mm e un peso fino a 880 g.

### Aspetto
Le parti superiori sono giallastre, cosparse densamente di lunghi peli nerastri, più intensi sulla groppa, meno sui fianchi e sul capo, mentre le parti ventrali sono bianche o grigie chiare. Sono presenti degli anelli nerastri intorno agli occhi. Le orecchie sono lunghe, nere e arrotondate. Le zampe sono nerastre. I piedi sono talvolta chiazzati di bianco. La coda è molto più lunga della testa e del corpo, è completamente ricoperta di peli neri e con un ciuffo terminale di lunghi peli bianchi. Il cariotipo è 2n=47-48 FN=51-52.

## Biologia

### Comportamento
È una specie notturna e arboricola, anche se spesso si nutre al suolo. Si rifugia all'interno di alberi cavi o in nidi costruiti tra il denso fogliame.

### Alimentazione
Si nutre di frutta, in particolare delle specie di Pandanus, semi, insetti e nettare.

### Riproduzione
Si riproduce durante tutto l'anno, con picchi verso la fine della stagione secca. Le femmine danno alla luce 1-3 piccoli alla volta, dopo una gestazione di 43-44 giorni.

## Distribuzione e habitat
Questa specie è diffusa nella parte settentrionale dell'Australia ed in alcune isole vicine.
Vive in foreste di Eucalipto, foreste umide e foreste costiere fino a 700 metri di altitudine. È stato osservato anche in boscaglie e frutteti.

## Tassonomia
Sono state riconosciute 3 sottospecie:
- M.g.gouldii: Australia Occidentale e Territorio del Nord settentrionali, Isola Bathurst;
- M.g.melvillensis (Hayman, 1936): Isola Melville;
- M.g.rattoides (Thomas, 1924): Queensland settentrionale.

## Conservazione
La IUCN Red List, considerato il declino della popolazione a causa della perdita del proprio habitat, classifica M.gouldii come specie prossima alla minaccia (NT).